# Родкинсон, Михаил Леви
Михаил Леви Родкинсон (при рождении Фрумкин; 1845—1904) — американский еврейский писатель и издатель родом из Российской империи. Перевёл Вавилонский Талмуд на английский язык
Старший брат журналиста и переводчика Исраэля Фрумкина (1850—1914).

## Биография
Родился в 1845 году в Дубровно, в родовитой хасидской семье. Отличался даровитостью, энергией и предприимчивостью. Начав литературную деятельность в роли правоверного хасида, он издал апокрифическое собрание легенд о чудотворцах и цадиках (Sippure Zadikim, 1873) и жизнеописание главных духовных вождей хасидизма («Toledot Baale Schem-Tob» в 2-х частях, 1873).
Эмигрировав из России сначала в Германию, он основал в Кенигсберге газету «На-Kol» с жаргонным приложением «Kol la-Am». Когда «На-Kol» была запрещена в России (1879), он переименовал газету в «Ha-Zofeh», затем (1881) издавал короткое время в Берлине еженедельник «Ha-Medaber», за которым последовал «Ha-Chozeh» с жаргонным приложением «Anzeiger» (1881—1882).
Переехав в Нью-Йорк и сменив фамилию на Родкинсон, он основал в 1889 г. печатный орган «Techunat Ruach ha-Isreeli».
Последние годы жизни посвятил переводу Талмуда на английский язык.
Умер в Нью-Йорке в 1904 году.

## Публикации
- «Sippure Zadikim» (апокрифическое собрание легенд о чудотворцах и цадиках, 1873)
- «Toledot Baale Schem-Tob» (жизнеописание духовных вождей хасидизма; в 2-х частях, 1873)
- «Mazat Mizwah» (o кровавом навете, 1883);
- «Tefilah le-Mosche» (исследование ο филактериях, 1883);
- «Abne Miluim» (o религиозной реформе, 1884);
- «Lebaker Mischpot» (полемические статьи, 1884);
- «Igeret Petuchah» (открытое письмо раввинам, 1885);
- «Barkai» (сборник научных статей, 1886).